# Иванов, Лев Александрович
Лев Александрович Иванов (20 февраля 1900; Бирск, Оренбургская губерния, Российская империя — не ранее 1962; неизвестно) — советский актёр театра и кино.

## Биография
Родился 20 февраля 1900 года в Бирске в семье отца, который являлся учителем рисования и черчения, а также матери, которая являлась домашний хозяйкой.
С 1910 года семья переехала проживать в город Орёл, там Иванов пошёл на учёбы и учился в местном реальном училище данного города, но закончив шесть классов, продолжил обучение в школе II ступени, которую окончил в 1918 году. После школы один год отучился в среднем строительном училище путей сообщения, а после чего работал на различных должностях и подрабатывал. Являлся добровольцем Красной армии. После демобилизации из армии в 1923 году снова стал работать и именно с работы, ввиду особых успехов в художественной самодеятельности, был направлен в Москву для учёбы на актёрском факультете Государственного техникума кинематографии. Буквально с первого курса начал сниматься в эпизодических ролях на кинофабрике «Госкино».
К концу 1920-х годов к Иванову пришли роли побольше, параллельно он начал обучение в классе клоунады Школы циркового искусства, которое так и не окончил. Некоторое время работал в передвижном мьюзик-холле под руководством Н. М. Фореггера, в том числе и на эстраде в качестве комедийного и трюкового артиста. В начале 1930-х годов трудился помощником режиссёра по художественной части и ассистентом режиссёра в таких картинах, как «Человек остался один», «Шторм», «Аноха», «Конвейер смерти».
В 1942 году был мобилизован в ряды Красной армии, где служил на Ленинградском и Прибалтийском фронтах по линии организации кружков художественной самодеятельности, ансамблей и концертных бригад. Работал Иванов при политотделах разных войсковых частей в качестве актёра и режиссёра. За период Великой Отечественной войны принял участие почти в четырёхстах концертах.
После демобилизации 1945 года подал заявление о зачислении себя в актёрский штат киностудии «Мосфильм» и был принят. В 1948 году был оттуда уволен по причине сокращения кинопроизводства, но ходатайство об увольнении было замечено и заменено на перевод Иванова в штат Московской студии научно-популярных фильмов, где мужчина проработал в студии четырнадцать лет. К качестве ассистента режиссёра участвовавал в таких картинках, как «Друзья и враги», «Автоматизация текстильной промышленности», «Плавание тел в жидкости», «Методы производства санитарно-технических работ» и так далее, а в качестве режиссёра работал над «Военфильм № 1045» и «Спецфильм № 256».
В 1962 году вышел на пенсию, вставал на учёт актёрского отдела «Мосфильм». О периоде дальнейших работ информации нет, если они были.
Ушёл из жизни не ранее 1962 года в Советском Союзе. Неизвестны дата и место смерти.
Со слов киноведа Алексей Тремасова, в звуковом кино Иванову доставались уже более заметные эпизоды, в которых он был очень узнаваем. По мнению Тремасова, лысая голова, худое вытянутое лицо являлись его визитной карточкой. Также Тремасов подметил, что роли были небольшие, но благодаря своеобразной фактуре актёра они получились очень сочные и выразительные.

## Фильмография
- 1924 — Банда батьки Кныша — партиец
- 1925 — Крест и маузер — погромщик
- 1924 — Сигнал — комиссар
- 1926 — Бухта смерти — конвоир
- 1926 — Крылья холопа — стрелец
- 1926 — Не всё коту масленица — крестьянин-понятой
- 1927 — Булат-Батыр — каюм
- 1928 — Капитанская дочка — Чика
- 1928 — Перегон смерти — адъютант
- 1929 — Когда зацветут поля — председатель сельсовета
- 1929 — Старое и новое — студент
- 1932 — Аноха — Стёпка
- 1935 — Мяч и сердце — футболист
- 1936 — Военфильм № 210 — вице-вахмистр
- 1936 — Заключённые — Берёт
- 1936 — Однажды летом — участие
- 1936 — Цирк — хулиган-свистун
- 1936 — Чудесница — нерасторопный брандмайор
- 1939 — Подкидыш — распорядитель
- 1939 — Степан Разин — старшина
- 1939 — Трактористы — шофёр
- 1942 — БКС № 10. Молодое вино — немецкий офицер
- 1946 — Беспокойное хозяйство — участие
- 1946 — Первая перчатка — участие
- 1947 — Весна — участие
- 1947 — Сказание о земле Сибирской — военный
- 1949 — Счастливый рейс — шофёр
- 1951 — Спецфильм № 2, Н/П — начальник штаба